# Saint-Aubin-des-Landes
Saint-Aubin-des-Landes é uma comuna francesa na região administrativa da Bretanha, no departamento Ille-et-Vilaine. Estende-se por uma área de 10,33 km². Em 2010 a comuna tinha 970 habitantes (densidade: 93,9 hab./km²).